# Sidokammarstuga

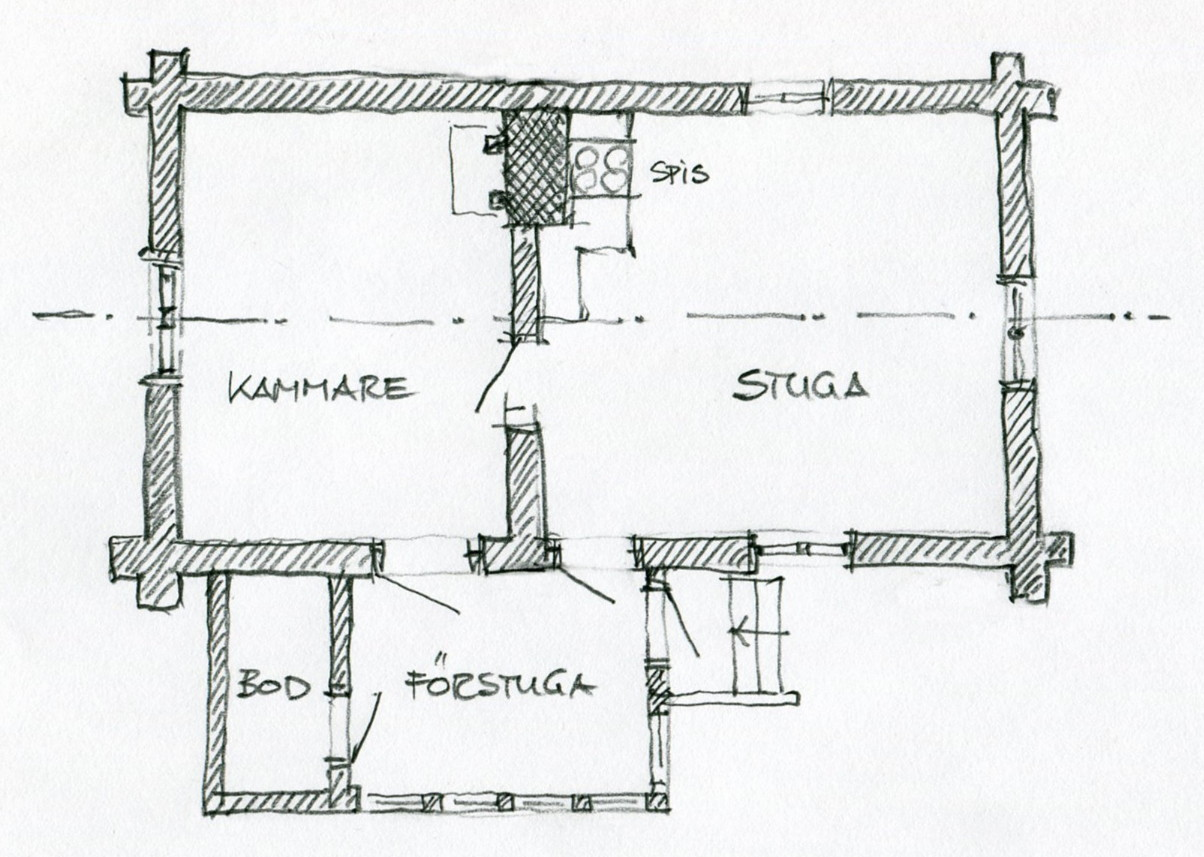
Sidokammarstuga, plan.

Sidokammarstugan är en äldre byggnadstyp för en stuga. Sidokammarstugans planlösning påminner om enkelstugans, men utan den inre förstugan vilket gör att man genom husets ingång direkt kommer in i vardagsstugan.
Sidokammarstugan har en asymmetrisk, tvådelad plan bestående av vardagsstuga med eldstad och (sido)kammare med en dörr mellan båda rummen. Båda rummen är lika breda, men bostadsstugan brukar vara större (längre) än kammaren. En variant är en på långsidan tillbyggd förstuga med förråd och dörrar till stugan och kammaren.  Entréfasaden är ofta symmetriskt utformad. 
Denna stugtyp var vanlig i Mälardalen och Stockholms skärgård och användes  bland annat som bostadshus på soldattorp eller båtsmanstorp från 1800-talet. De flesta är byggda i en våning. Som enklare torp uppfördes sidokammarstugan ända in på 1920-talet.

## Exempel

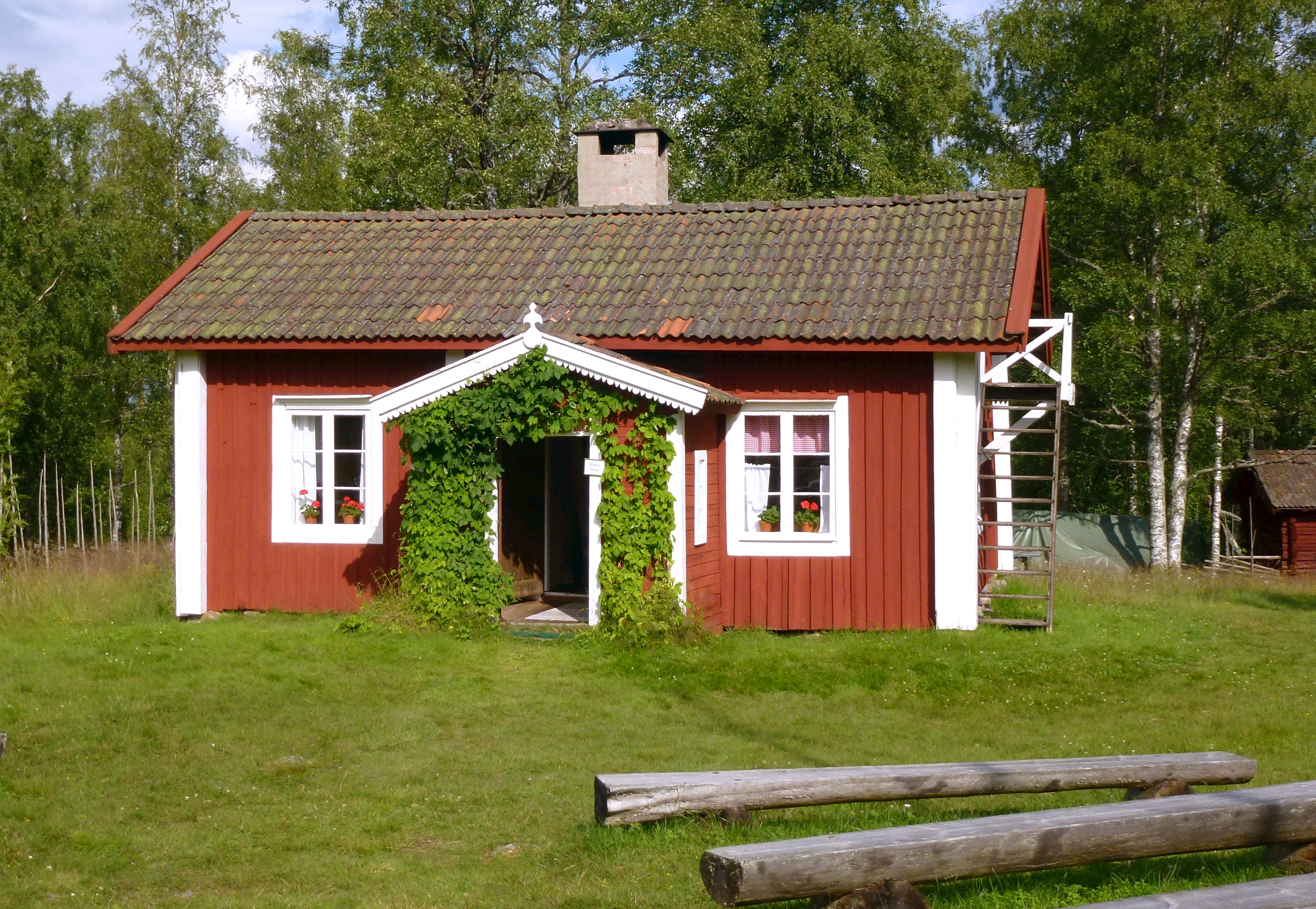
"Luossastugan" vid Skattlösberg i Grangärde socken med symmetriskt utformad entréfasad
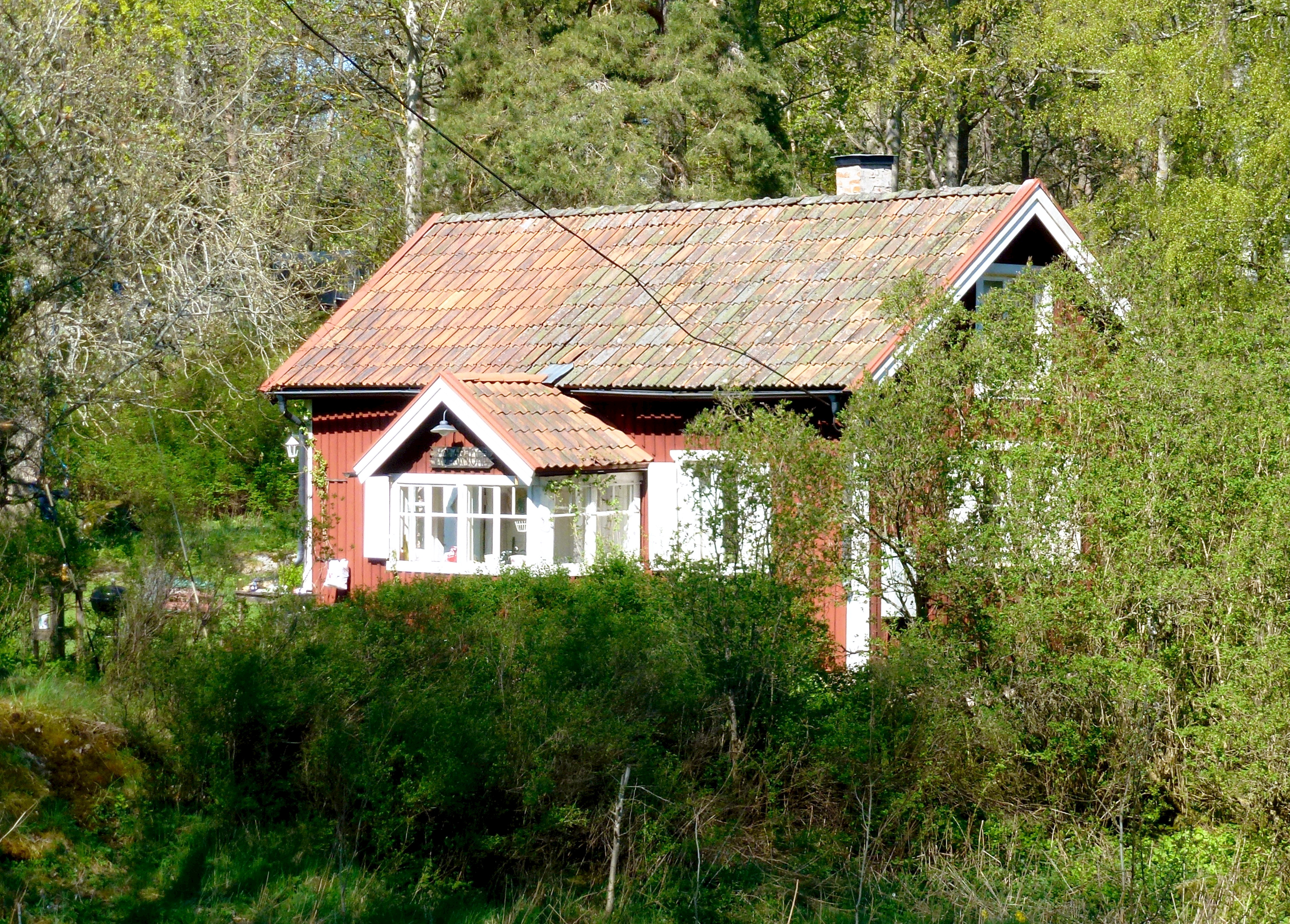
"Kolartorp", sidokammarstuga som låg under Vårby gård, Södermanland
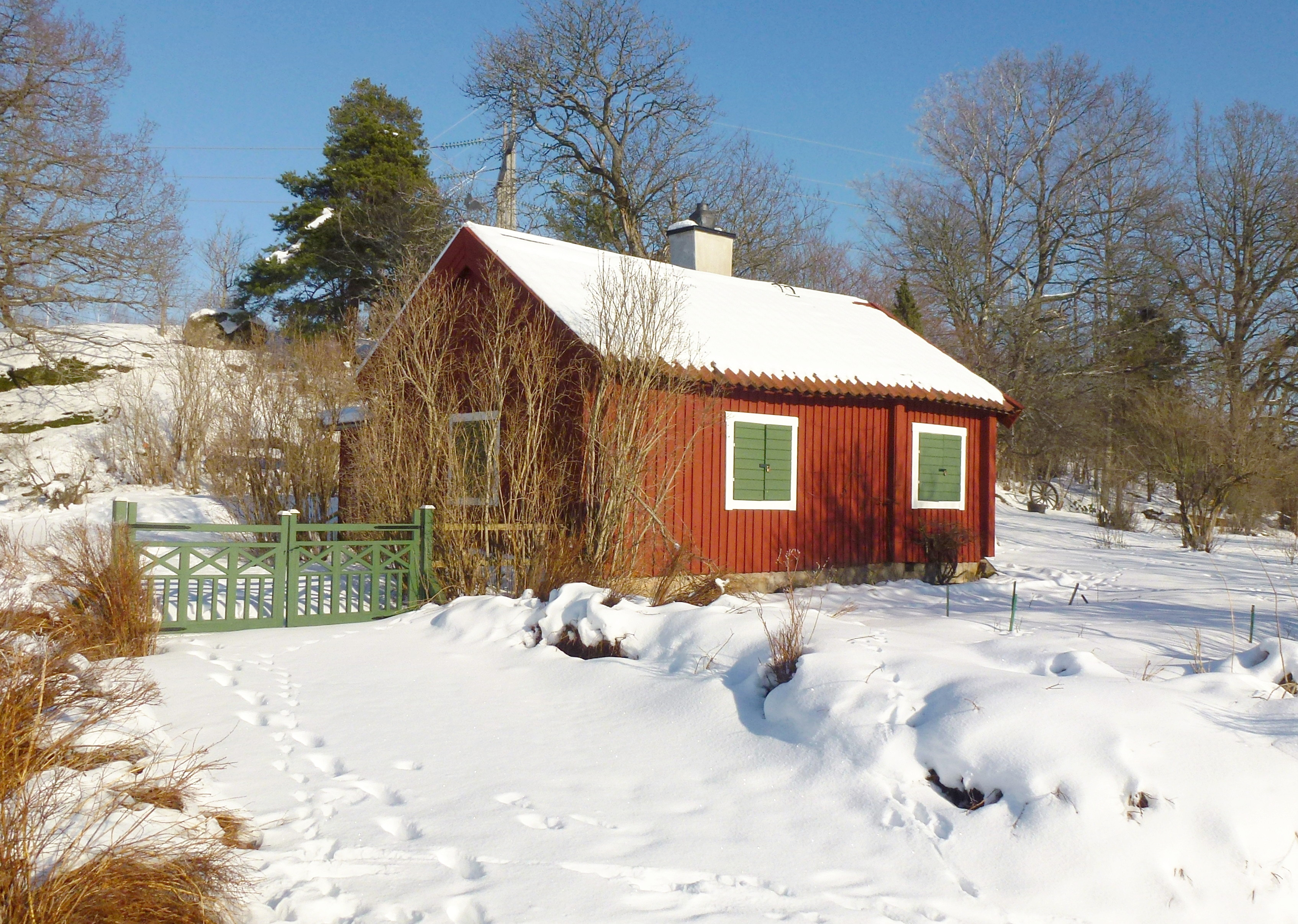
"Gatmötet" är en sidokammarstuga som låg under Lindhovs gård, Södermanland
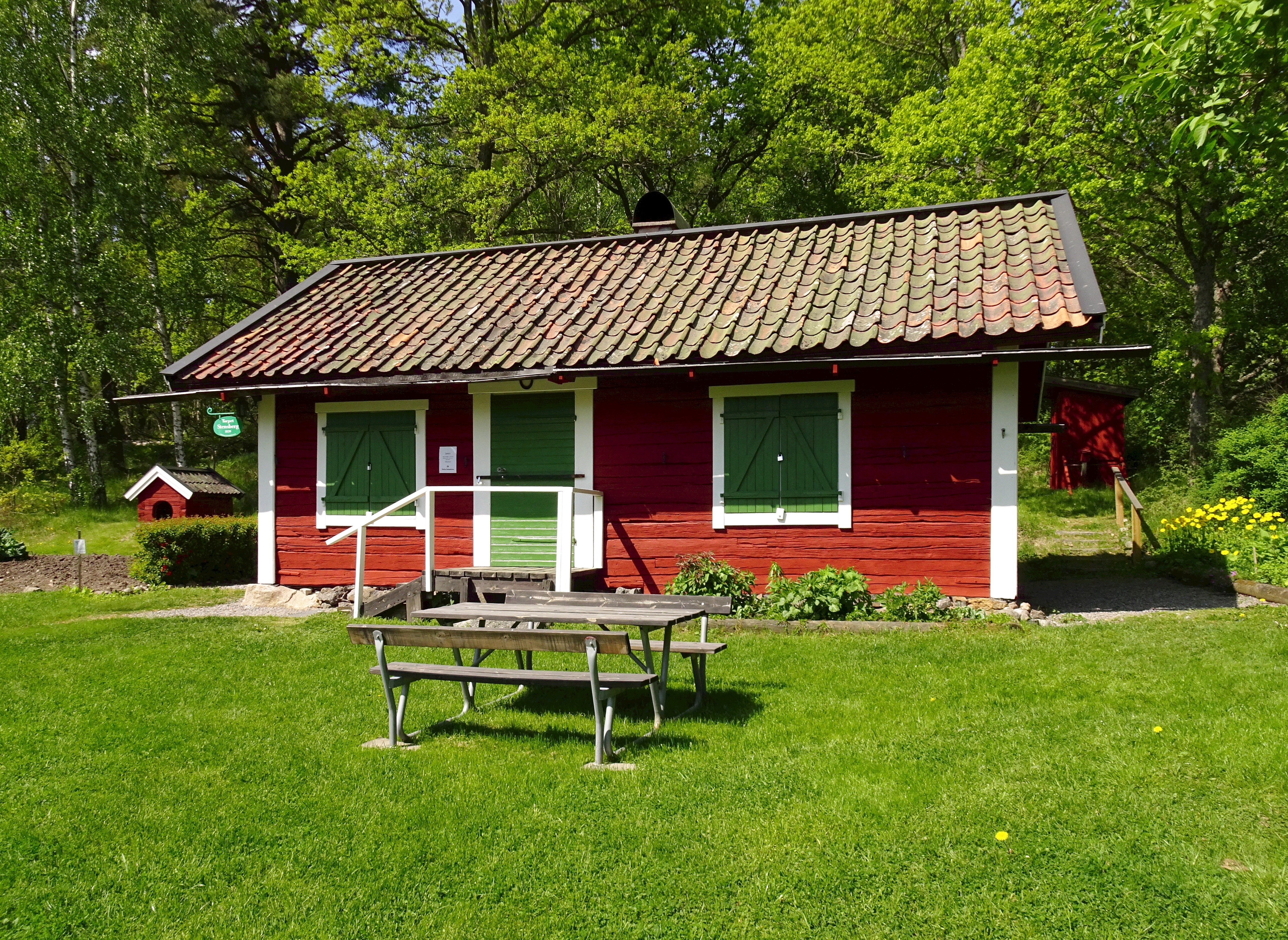
"Stenstorp" vid Sundby gård, Södermanland, uppfört som sidokammarstuga utan förstuga